# Reine Laure Ngoune
Reine Laure Ngoune est une boxeuse camerounaise.

## Biographie
Elle est médaillée d'or dans la catégorie des moins de 52 kg aux Championnats d'Afrique de boxe amateur 2022 à Maputo, s'imposant en finale face à la Burundaise Ornella Havyarimana, ainsi qu'aux championnats d'Afrique de boxe amateur 2023 à Yaoundé..